# Tom Cat (Lee Morgan)
Tom Cat è un album di Lee Morgan, pubblicato dalla Blue Note Records nel 1980. Il disco fu registrato l'11 agosto 1964 al Van Gelder Studio di Englewood Cliffs, New Jersey (Stati Uniti).

## Tracce
Lato A
1. Tom Cat – 9:43 (Lee Morgan)
2. Exotique – 9:24 (Lee Morgan)

Lato B
1. Twice Around – 7:33 (Lee Morgan)
2. Twilight Mist – 6:55 (McCoy Tyner)
3. Rigormortis – 7:27 (Lee Morgan (o) Henry Glover, Morris Levy)

## Musicisti
- Lee Morgan - tromba
- Jackie McLean - sassofono alto
- Curtis Fuller - trombone
- McCoy Tyner - pianoforte
- Bob Cranshaw - contrabbasso
- Art Blakey - batteria